# 로렌초 2세 데 메디치
로렌초 2세 데 메디치 또는 로렌초 디 피에로 데 메디치(Lorenzo di Piero de 'Medici, 1492년 9월 12일 ~ 1519년 5월 4일)는 1513년부터 그가 사망하는 1519년까지 피렌체의 통치자였다. 또한 1516년-1519년까지 우르비노 공작이기도 하였다. 루터의 종교개혁(1517)을 촉발시킨 교황 레오 10세(1513~21)가 그의 큰 숙부였고 5촌 숙부 줄리오는 219대 교황 클레멘스 7세(1523-34)이다. 그의 딸인 카트린 드 메디시스는 프랑스 앙리 2세(재위1547~1559)의 왕비가 되었으며 그의 사생아인 알레산드로 데 메디치 (재위1531~37)는 초대 피렌체 세습공작이 되었다.
1517년경 마키아벨리가 《군주론》을 헌정했으나 책에는 전혀 관심을 두지 않았다. 통치자로서 로렌초는 오만하고 무능하여 피렌체인들의 민심을 잃었고 우르비노 전쟁중 패배하며 군사적인 역량 또한 부족함을 드러냈다.

## 생애

### 어린 시절
피렌체에서 피에로 디 로렌초 데 메디치와 알폰시나 오르시니의 아들로 태어났다. 그의 친할아버지, 할머니는 로렌초 데 메디치와 클라리체 오르시니이다. 그의 외가로는 로베르토 오르시니(Roberto Orsini), 콘테 탈리아코초(Conte Tagliacozzo), 카테리네 산 세베리노(Catherine San Severino)가 있다. 1494년에 메디치 가문이 피렌체에서 추방될 때 2살이었고 아버지 피에로는 그가 열한살 되던해인 1503년 망명생활중 사망하였다.
메디치 가문은 금융업과 제조업으로 부를 축적한후 예술, 문화, 학문, 교회를 후원하며 명성을 얻기 시작했으며 점진적으로 정치적 영향력을 키워나가 피렌체를 다스리는 지배가문으로서 위상을 키워나갔다. '위대한 로렌초’라고 불리는 로렌초 데 메디치(1449~92)는 정적들에 의해 자행된 파치 음모사건(1478) 이후 벌어진 교황령 연합군과의 전쟁에서, 피렌체가 연패하며 존폐의 위기에 처했는데, 이때 목숨을 걸고 홀홀단신 적진(나폴리)으로 들어가, 외교담판을 통해 국가를 위기에서 구해낸 피렌체의 국민영웅이다.
또한 이후 뛰어난 정치적 능력으로 이탈리아 여러 국가들의 이해관계를 조정했으며 보티첼리와 레오나르도 다 빈치, 미켈란젤로와 같은 예술가를 후원해 이탈리아 르네상스의 절정기를 이끌었다. 로렌초는 이런 할아버지의 이름을 이어받았다.

### 추방당하는 메디치
로렌초가 태어났을때는 이미 할아버지가 사망한 후였고 메디치 가문은 지난 황금기를 뒤로하고 가업인 메디치 은행이 도산하면서 쇠퇴하고 있었다. 통치권을 이어받은 아버지 피에로는 정치적 역량이 다소 부족했다. 1494년에 피렌체에 국가적 위기가 다시 한번 찾아왔는데, 프랑스 샤를 8세가 이탈리아 원정을 감행하여 피렌체를 침공한 것이다. 최선을 다해 수비하며 대처해 나갔지만 유럽 최초로 상비군을 창설하여 강군으로 거듭난 프랑스 군을 막아 내기에는 역부족이었다.
결국 프랑스가 요구하는 사항들을 대부분 수용하는 선에서 물러설수 밖에 없었다. 그러나 이 소식을 접한 피렌체 인들은 무능하고 굴욕적인 항복이라하며 폭동을 일으켰다. 황급히 메디치 일족들은 국외로 도피하였고 피렌체 정부는 메디치 가문에 대해 추방령을 내렸다. 메디치 궁은 폭도들에게 약탈 당하였고 피에로와 조반니 두 형제에게는 현상금까지 내걸렸다. 이때 로렌초의 나이는 두살이었는데 아버지 피에로,어머니, 여동생(클라리체) 그리고 숙부들과 함께 볼로냐를 거쳐 베네치아로 이주하였다.
아버지 피에로와 숙부 조반니는 가문의 복귀를 위해 여러차례 노력했으나 모두 실패하였다. 그러던중 아버지 피에로는 프랑스와 스페인이 나폴리의 영토분할를 놓고 다툼이 벌어졌을때, 프랑스 편에 가담하여 1503년 12월에 벌어진 가릴리아노 전투에 참전하였다. 그러나 명장 코르도바가 이끄는 스페인군에게 프랑스가 대패하였으며 아버지 피에로는 프랑스군과 함께 가에타로 퇴각하던중 가릴리아노강에서 익사하고 말았다. 육중한 대포를 싣고 가던 배가 뒤집히는 바람에 발생한 사고였다. 아버지 사망후 로마로 거쳐를 옮겨 어머니 손에서 성장하였다.

### 메디치 가문의 귀환
유럽을 떠돌며 지속된 메디치 가문의 망명생활이 18년간 이어지던중 피렌체에 복귀할 행운의 기회가 찾아왔다. 교황 율리오 2세가 주도하여 벌어진 캉브레 동맹전쟁(1508~1516)은 장기화 되면서 상황이 급변하였다. 1510년 교황은 동맹이던 프랑스를 배신하고 베네치아와 역동맹을 맺은후 프랑스를 공격하였던 것이다. 프랑스가 반발하며 교황폐위를 안건으로한 피사 공의회 개최 소집을 선포했다. 교황은 당시 피사를 통치하고 있던 피렌체에게 피사 공의회 개최 금지를 명했다.
전쟁내내 중립을 고수하던 피렌체는 난처한 입장에 빠졌으나, 전세가 프랑스로 유리하게 기울자 어쩔수 없이 강대국 프랑스의 힘에 눌려 피사 공의회 개최를 수용하였고, 개최된 공의회에서는 교황 율리오 2세의 성무중지가 결정되었다. 교황은 격노했으며 전세를 역전시켜 프랑스를 이탈리아에서 몰아낸후 동맹인 스페인군을 이용해 1512년 8월에 피렌체를 응징했다. 피렌체 공화정은 전복되었으며 같은해 9월 교황의 명령으로 메디치 가문은 통치권을 회복하고 망명생활 18년만에 귀환하였다.
두명의 숙부 조반니 추기경와 줄리아노 그리고 5촌 숙부 줄리오가 피렌체로 돌아와 어수선한 민심을 수습하였다. 이때 로렌초의 나이 20세였고 가문의 직계남손중 장손이었으니 원칙적으로는 통치자의 자리를 이어받았어야 했다. 그러나 그의 큰 숙부 조반니 추기경의 결정으로 둘째 숙부 줄리아노 데 메디치가 피렌체의 통치자가 되었다. 줄리아노는 겸손하고 관대하고 문학과 예술에 관심이 많고 군사적 역량이 있었음에도 폭력에는 반대했으며 성향이 유화적이라 피렌체 인들에게 인기가 있었기 때문에 민심수습에는 적격이었다. 그러나 정작 당사자인 줄리아노는 통치행위등 정치활동을 좋아하지는 않았다.

### 암살 음모 사건
공화정 정부에서 장관직을 수행하다가 메디치 가문에 의해 해임되었던 마키아벨리를 비롯한 여러명이 1513년 2월, 암살 음모 사건에 연루되어 체포되었다. 암살 대상은 메디치 가문의 주요 인사들인 로렌초를 비롯한 3명의 숙부였다. 다소 엉성해보이는 이 사건은 보스콜리와 카포니라는 젊은이들이 주도하였고 공모 혐의를 받은 마키아벨리는 무고를 주장하였으나 체포된후 모진고문을 받았다. 같은 해 3월 11일에 피렌체의 메디치 가문 출신에 조반니 추기경이 교황(레오 10세)로 선출되자 교황특사로 석방되었으나 재산은 몰수 당했다. 이후 시골로 들어가 은거하며 《군주론》을 집필하기 시작했고 같은해 12월경에 초고집필을 완료하였다. 1517년 마키아벨리는 이 책을 당시 실권자였던 로렌초에게 헌정하였다. 그러나 로렌초는 이 책에 대해 전혀 관심을 두지 않았다. 《군주론》은 마키아벨리 사후, 1532년에 출간되었으며 한때 교황청에 의해 금서목록에 오르기도 했다.

### 그란 마에스트로
교황 율리오 2세가 죽자 1513년 3월에 큰 숙부 조반니 추기경이 교황으로 선출되어 교황 레오 10세로 즉위했다. 1513년 10월, 피렌체의 통치자였던 둘째 숙부 줄리아노가 교황군 사령관으로 임명되어 근무지인 로마로 떠나자 이때부터 로렌초가 피렌체의 실질적인 통치자(Gran maestro)가 되었다. 초기에는 숙부들의 의견과 지침을 잘 따랐으나 점차 방탕하고 권위적이며 허례허식을 일삼는 통치자로 변해갔다. 프랑스에서 결혼식을 치르고 돌아오면서 여러비행을 저질렀고 프랑스의 관습에 따라 턱수염을 기르는등 피렌체인들의 눈에 거슬리는 행동들을 일삼았다. 민심이 크게 이반되었고 암살시도가 잇달았다.

### 우르비노 공작

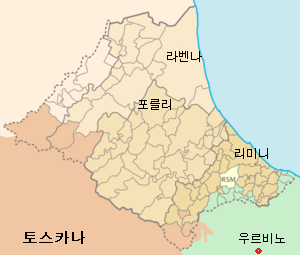
로마냐 와 우르비노 지도

1515년 12월, 프랑스와 볼로냐 협약을 맺은후 교황령은 캉브레 동맹 전쟁에서 이탈하였다. 종전과 함께 메디치 출신 교황 레오 10세(재위 1513~21)는 자신의 출신 가문인 메디치 가문이 다스리는 새로운 로마냐 공국을 이탈리아 중북부 지역에 건설하고자 했다. 교황은 우르비노 공작에게 소환장을 보내서 과거에 있었던 일리도시 추기경(1455~1511) 살해사건등 공작이 저지른 여러 불미스러운 일들에 대한 해명을 요구했다. 그러나 이는 지극히 형식적인 요식행위였고 본래 목적한바는 우르비노 공작을 파문, 인신구속, 강제 퇴위의 절차를 밟은후 로렌초를 우르비노 공작에 앉힐 계획이었다.
이런 의도를 알고 있었던 우르비노 공작은 교황의 소환에 불응했고 교황은 즉시 그를 파문한후 추방하였다. 1516년 5월 30일, 교황의 명을 받은 로렌초는 우르비노를 접수하였다. 그러나 추방 되었던 우르비노 공작이 1517년 1월 23일에 군대를 이끌고와서 우르비노를 공격하였는데 이로써 우르비노와 교황령 사이에 전쟁이 시작되었다.(우르비노 전쟁) 우르비노 공작이었던 프란체스코 마리아는 교황의 용병대장 프란체스코 델 몬테를 상대로한 전투에서 승리한후 재입성에 성공하였다. 시민들은 교황령에 편입되지 않고 자치권을 유지하기 원했기에 프란체스코 마리아의 귀환을 환영했다.
로렌초는 교황령 용병군 1만명을 이끌고 우르비노의 재탈환을 시도하였다. 그러나 로렌초가 4월 4일 몬돌포 공성전 중에 머리에 심각한 총상을 입은후 교황군은 토스카나로 퇴각하였다. 교황 레오 10세는 추기경 베르나르도 도비치를 대신 보냈으나 몬테 임페리알레에서 우르비노군과의 전투에서 대패후 교황군은 페사로로 후퇴하였다. 전투에서는 계속 우르비노 공작(프란체스코 마리아)이 승리했으나 우르비노의 재정상황이 악화되어 용병들을 계속 고용할 수 없게 되었다. 프란체스코 마리아는 1517년 9월 교황에게 협상을 요청했는데 공작직을 내려놓고 만토바로 퇴각하는 것에 양진영이 합의하였다. 이로써 8개월간 이어진 전쟁을 마무리 되었으며 로렌초는 다시 우르비노 공작이 되었다.

### 결혼과 자녀
1518년 6월 13일 오베르뉴 백작의 딸 마들렌 드라 투르와 혼인하였는데 마들렌은 프랑스 왕 프랑수아 1세의 먼친척이었다. 이 결혼은 교황 레오 10세가 추진하여 성사시킨 결혼이었다. 결혼식은 프랑스 앙부아즈에 있는 왕궁에서 치루어졌으며 그당시 프랑스로 이주하여 노년을 보내고 있던 레오나르도 다빈치가 결혼식과 축하연 행사 진행과 준비하는 일을 도왔다.
1519년 4월 29일에 딸 카트린이 태어났으나, 부인 마들렌은 출산후 2주만에 사망하였다. 카트린은 훗날 메디치 출신 교황 클레멘스 7세의 주선으로 프랑스 왕 프랑수아 1세의 둘째 왕자 앙리와 혼인하게 된다. 왕세자인 장남 프랑수아가 사망하자 앙리 왕자가 1547년 국왕으로 즉위하면서 카트린은 프랑스의 왕비가 되었다.

## 사망

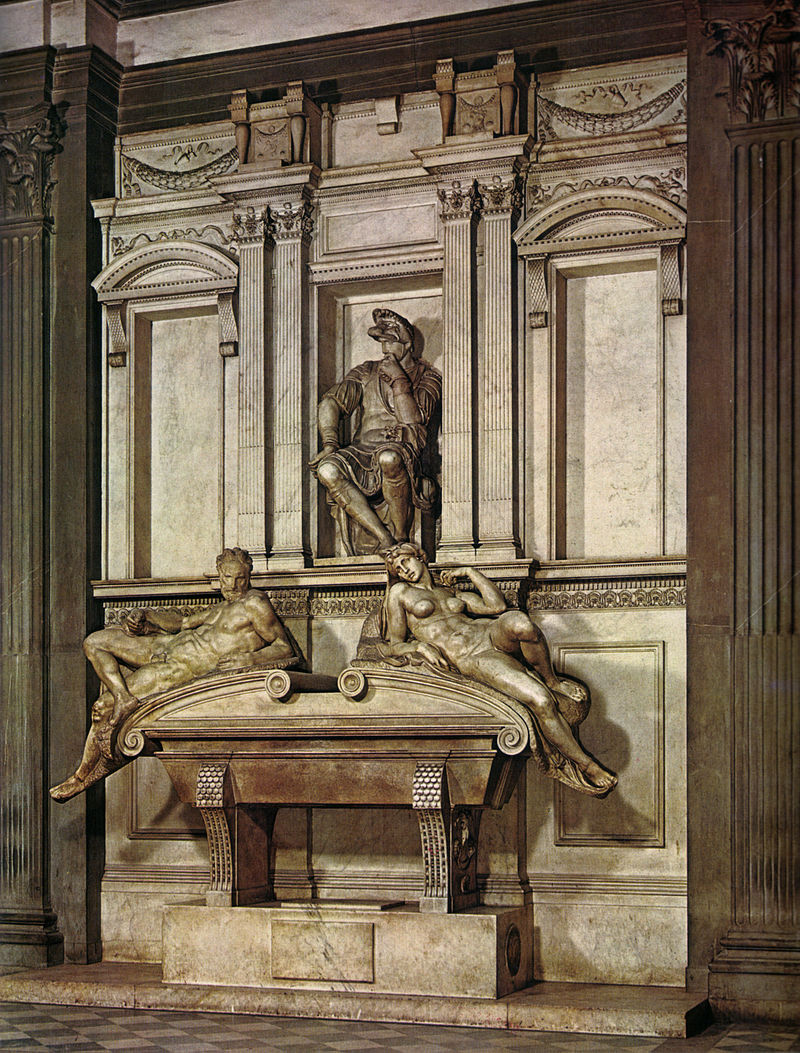
로렌초 2세 조각상(by 미켈란젤로)

로렌초는 딸이 태어난지 21일만에 결핵에 매독이 겹쳐서 사망했다. 사망시 그의 나이는 27세였다. 그의 유해는 숙부인 줄리아노 데 메디치의 무덤과 함께, 메디치 예배당인 산 로렌초 성당의 신성구실에 안치되어있다. 무덤은 로렌초를 나타내는 펜시에로소(Pensieroso)라고 알려진 미켈란젤로가 조각한 조각상으로 장식되었다.
로렌초의 무덤은 종종 동명이인이자 그의 조부인 위대한 로렌초(1449~92)의 무덤으로 오해를 사기도 한다. 그러나 당대의 관습상 귀족이 아닌 경우에는 영묘 조성시 입상을 세울수 없었으며 현재에는 우르비노 공작 로렌초 데 메디치라는 안내판이 게시되어 있으니 혼돈을 할 이유가 사라진 상태이다.
교황 레오 10세는 공석이 로렌초의 사망으로 공석이 된 우르비노 공작에 카트린 드 메디시스를 서임했다.

## 가족관계
배우자
- 마들렌 드라 투르

자녀
- 알레산드로 데 메디치 (재위1531~37) : 초대 피렌체 공작, 사생아이다.

- 카테리네 데 메디치 (1519~1589) : 프랑스 앙리 2세의 왕비(1547년부터)

## 같이 보기
- 메디치 가문
- 메디치 예배당